# Elewijt
Elewijt is een dorp in de Belgische provincie Vlaams-Brabant. Het is een deelgemeente van de gemeente Zemst. Elewijt was een zelfstandige gemeente tot aan de gemeentelijke herindeling van 1977.

## Geografie
Elewijt ligt ten noordoosten van de Brusselse agglomeratie en ten zuiden van Mechelen waardoor de verstedelijking snel toeneemt.
De autosnelweg E19/A1 tussen Brussel en Antwerpen loopt over het grondgebied van Elewijt.

### Hydrografie
Elewijt ligt in het stroomgebied van de Dijle en de Zenne al liggen geen van beide rivieren op het grondgebied van het dorp. De Barebeek stroomt door Elewijt en vormt in het zuiden de grens met Boekt (Perk). De Bergbeek vormt de grens met Hofstade in het noorden en Schiplaken in het oosten.
Op het Molenveld liggen heel wat visvijvers.

### Natuur
Het vochtig naaldbos Schiplakenbos en de Millenniumvijver met omliggende bossen liggen volledig op het grondgebied van Elewijt. Het Vriezenbroek, Domein Hofstade en het Vredesbos liggen in het Noorden van het dorp en deelt het met Weerde en Hofstade. Aan de buitengrenzen liggen ook Snijsselbos en Steentjesbos. Het Steentjesbos in Elewijt was eind augustus 1914 het theater van een groot offensief van het Belgisch leger dat uit Antwerpen trachtte uit te breken, beter bekend als de “veldslag van Schiplaken”. Op 26 augustus 1914 kon het Belgisch leger het Steentjesbos innemen, maar raakte niet verder. Even later moest het zich terugtrekken, onder zwaar Duits geschut. Een grote bomput in het Steentjesbos, nu vol water en kikkers, is daar nog de stille getuige van.
| Aangrenzende deelgemeenten | Aangrenzende deelgemeenten | Aangrenzende deelgemeenten | Aangrenzende deelgemeenten | Aangrenzende deelgemeenten |
| -------------------------- | -------------------------- | -------------------------- | -------------------------- | -------------------------- |
|                            |                            | Hofstade                   |                            | Hever                      |
|                            |                            |                            |                            |                            |
| Weerde, Eppegem            | Berg                       |                            |                            |                            |
|                            |                            |                            |                            |                            |
| Houtem, Peutie             |                            | Perk                       |                            |                            |

## Toponymie
Het wordt in de late middeleeuwen vermeld als Eelwijt of als Elewite. De oorsprong van "Elewijt" is niet echt duidelijk. Wel verwijst de achternaam "Van Elewijck" vermoedelijk naar het dorp, maar dit is waarschijnlijk een verbastering eerder dan een originelere vorm. De oorsprong is vermoedelijk Germaans: wat het deel "Eel" betekent is nog niet duidelijk; Het deel "Wijt" of "Wite" zou kunnen komen van widu, het Germaanse woord voor "woud".

## Geschiedenis

### Prehistorie
Halverwege januari 2013 werden er in Elewijt op de site van de basisschool, op 400 m van de kerk, heel wat archeologische vondsten gedaan. De oudste vondsten waren stukjes bewerkte vuursteen uit de middensteentijd, vermoedelijk achtergelaten door nomaden (10.000 tot 6.000 v.C.). De opvallendste vondst was een bijzonder goed bewaarde vaas uit de bronstijd (3.000 tot 800 v.C.) die opvalt door zijn decoraties. Ze bestaat uit 118 scherven en gezien de hoge kwaliteit van het bakproces was deze vaas vermoedelijk belangrijker dan andere vazen uit die tijd. Er werden ook enkele vondsten gedaan uit de bronstijd en ijzertijd (700 tot 50 v.C.). Er zijn ook sporen van houten gebouwen gevonden uit de ijzertijd (ca. 750-500 v.C.), vermoedelijk een boerderij met schuur.
Belangrijk is ook de vondst van een Keltische munt uit de late La Tène-periode. Deze munt was van de Leucistam en is waarschijnlijk gemaakt rond 55 v. Chr. in de hedendaagse Noordoost-Franse stad Boviolles.

### Romeinse vicus (algemeen)
In de Romeinse tijd bevond er zich op het grondgebied van het huidige Elewijt een belangrijke Romeinse nederzetting (vicus) op een kruispunt van secundaire heirbanen, de zogenaamde deverticula. Het centrum van de vicus is in hedendaagse context de buurt van de samenkomst van de huidige Tervuursesteenweg, Waversebaan en Diependaalstraat. In het begin van de 1e eeuw werd er een zeer tijdelijk Romeins legerkamp gebouwd, niet veel later begon er zich ook een dorp te vormen. In de late 2e eeuw werd het dorp door Germaanse stammen vernield en werd het geleidelijk aan heropgebouwd, zij het volgens een geheel ander grondplan. Tot ongeveer het einde van de 3e eeuw bleef de vicus als een noemenswaardig dorp bestaan, het zou een tweede zware inval in deze periode niet meer overleven. Het hedendaagse Elewijt is veel later en heel wat zuidelijker ontwikkeld en kan niet als de voortzetting van deze nederzetting beschouwd worden.
De weg naar het westen leed naar de iets belangrijkere vicus van Asse-Kalkoven (±25 km), van waaruit er onder andere verbinding was naar de vicus van Kester en de nederzetting in Hofstade. De weg naar het noorden leed naar de vicus van Rumst (±15 km) en liep door richting Mortsel. De baan naar het zuidoosten ging dan weer naar de voor de regio zeer belangrijke vicus van Tienen (±35 km). De weg naar het zuiden was van minder belang en gaf uit op de heirbaan Tongeren-Bonen (±30 km) en liep door naar onder meer de grote villa van Waver.
Het was al vicus zowel een religieus als bestuurlijk centrum voor de hele regio. Er is nog niet zoveel over geweten omdat het overgrote deel van de vicus onder vele tientallen huizen en tuinen ligt. Bij onderzoek onder de Tervuursesteenweg in 2013 werden er in totaal bijna 10.000 fragmenten gevonden, en dit enkel onder de Tervuursesteenweg.

### Middeleeuwen
Vanaf deze periode vormde Elewijt samen met Perk een heerlijkheid. Deze heerlijkheid Perk-Elewijt bleef tot de 18e eeuw bestaan. In de 9e eeuw was weliswaar een deel van Elewijt vermoedelijk in het bezit van de Berthouts.
Rond 1100 werd er een motteburcht gebouwd op de huidige locatie van Kasteel Het Steen. Circa 1300 kwam er al een stenen burcht op zijn plaats, deze werd gebouwd door de heren van Wilre. Wilre was een leengoed bij Elewijt. De heren van Elewijt en Wilre werden al in de 13e eeuw vermeld.
In het jaar 1488 of 1489 werd het hele dorp verbrand en verwoest, bijgevolg brak er hongersnood uit.

### 16e en 17e eeuw
In de periode 1559-1616 behoorde de parochie Elewijt toe aan het Aartsbisdom Mechelen. De naburige parochies Zemst, Weerde en Eppegem behoorden echter toe aan de Bisschop van Kamerijk. De tienden werden verdeeld onder de pastoor, het Tehuis van Oude Lieden te Mechelen en Commandeur van Pitzemburg (Mechelen).
De parochie groeide uit tot een bedevaartsoord, ter ere van Sint-Hubertus. Er werd met een oude verhitte sleutel gebrand op wonden van mensen die gebeten waren door hondsdolle honden. Al gauw waren er in het dorp (vanaf 1610) heel wat mensen die dit soort wonden en de bijhorende ziekten konden "genezen" met magie. Deze bedevaart was goed voor de financiële toestand van de parochie, deze leverde jaarlijks vele honderden florijnen op. Vanaf 1603 was er dan ook een heuse processie die tot op vandaag gehouden wordt.
In 1574–1577 trad de koster op als schoolmeester. Er was daarna lange tijd geen onderwijs meer, behalve toen de pastoor onderwijzer was in 1596 en in 1598. In 1611 was er sprake van een zekere Joannes Mertens die onderwijzer was en in 1616 werd er een zondagsschool opgericht.

### Nieuwe Tijd
Op de Ferrariskaarten (1777) is Elewijt te zien als Elewyt. De dorpskern telde amper 15 huizen. Er was ook al wat, meer verspreide, bebouwing aan de huidige Robert Schumanlaan en Tervuursesteenweg die wat verwijderd lag van de kern maar die wel goed was voor een 80-tal huizen. Een twintigtal jaar later, in het begin van de Franse tijd, telde Elwyt 800 à 900 inwoners.
Tot het einde van het ancien régime viel de heerlijkheid Elewijt juridisch onder de meierij van Kampenhout, in het kwartier van Brussel van het hertogdom Brabant. Toen de Franse Republiek in 1794 de Oostenrijkse Nederlanden annexeerde, werd Elewijt als gemeente ingedeeld bij het kanton Zemst van het Dijledepartement.

### Eerste Wereldoorlog
In augustus 1914, aan het begin van de Eerste Wereldoorlog, werd het dorp zwaar getroffen. Toen de Duitsers er waren, werden er vele huizen beschadigd door beschietingen van de Belgische artillerie vanuit Weerde en Hofstade. Om een open slagveld te creëren staken de Duitsers zelf ook vele huizen in brand, vooral in de buurt Dries, en bliezen ze de bovenkant van de kerktoren op om er een uitkijkplatform van te kunnen maken. Na de slag van 25 en 26 augustus 1914 werden drie broers van de familie Van der Aa als vermeende spionnen geëxecuteerd door de Duitsers. Hetzelfde gebeurde met vier andere burgers bij de poort van Kasteel Het Steen.

## Bezienswaardigheden
- Het kasteel Het Steen dat sinds 1948 een beschermd monument is. Het was in het bezit van Peter Paul Rubens tot aan zijn dood in 1640. Zie ook Herfstlandschap met uitzicht op het Steen, een schilderij van Peter Paul Rubens. Het bos om Het Steen wordt het Rubensbos genoemd.
- De Watermolen van het Steen
- Het Kasteel Terborgt
- De Sint-Hubertuskerk uit de 18e eeuw waarvan het kerkorgel in 1979 beschermd werd

## Demografische ontwikkeling
- Bronnen:NIS, Opm:1831 tot en met 1970=volkstellingen; 1976 = inwoneraantal op 31 december

## Burgemeesters
- Polycarpus De Coster (1778-1858), burgemeester gedurende 40 jaar[15][16]

## Evenementen
- De Sint-Hubertusprocessie vindt jaarlijks plaats op pinkstermaandag en dat sinds 1603

## Trivia
Voor de VTM-programma's Familie, Spoed en Het Zesde Zintuig werden opnamen gemaakt in het dorp.

## Onderwijs
- Gemeentelijke Basisschool de Regenboog: Deze school biedt zowel kleuteronderwijs aan als lager onderwijs.

## Bekende Elewijtenaren
- Peter Paul Rubens (1577-1640), kocht het kasteel van Elewijt, Het Steen (zie hoger), voor zijn tweede vrouw, Hélène Fourment, en verbleef er de laatste jaren van zijn leven. Het kasteel is omgedoopt tot het Rubenskasteel.
- Hubert Van Innis (1866-1961), boogschutter en negenvoudig olympisch medaillewinnaar. In het dorp staat een standbeeld van hem.
- Victor Servranckx (1897-1965), kunstenaar.
- Bea Van der Maat (1960-2023), zangeres van onder andere Won Ton Ton.